# Obwód kijowski
Obwód kijowski (ukr. Київська область) – jeden z 24 obwodów Ukrainy. Leży w północnej części Ukrainy. Stolicą obwodu jest Kijów, który stanowi osobną jednostkę administracyjną.
Na wschodzie graniczy z obwodami czernihowskim i połtawskim, na południowym wschodzie z czerkaskim, na zachodzie z żytomierskim, a na północy z obwodem homelskim Białorusi.
Obwód leży na terenie historycznej Ukrainy oraz Podola (skrawek południowo-zachodni).

## Podział administracyjny
Obwód dzieli się na 7 rejonów:
1. białocerkiewski
2. buczański
3. boryspolski
4. browarski
5. fastowski
6. obuchowski
7. wyszogrodzki

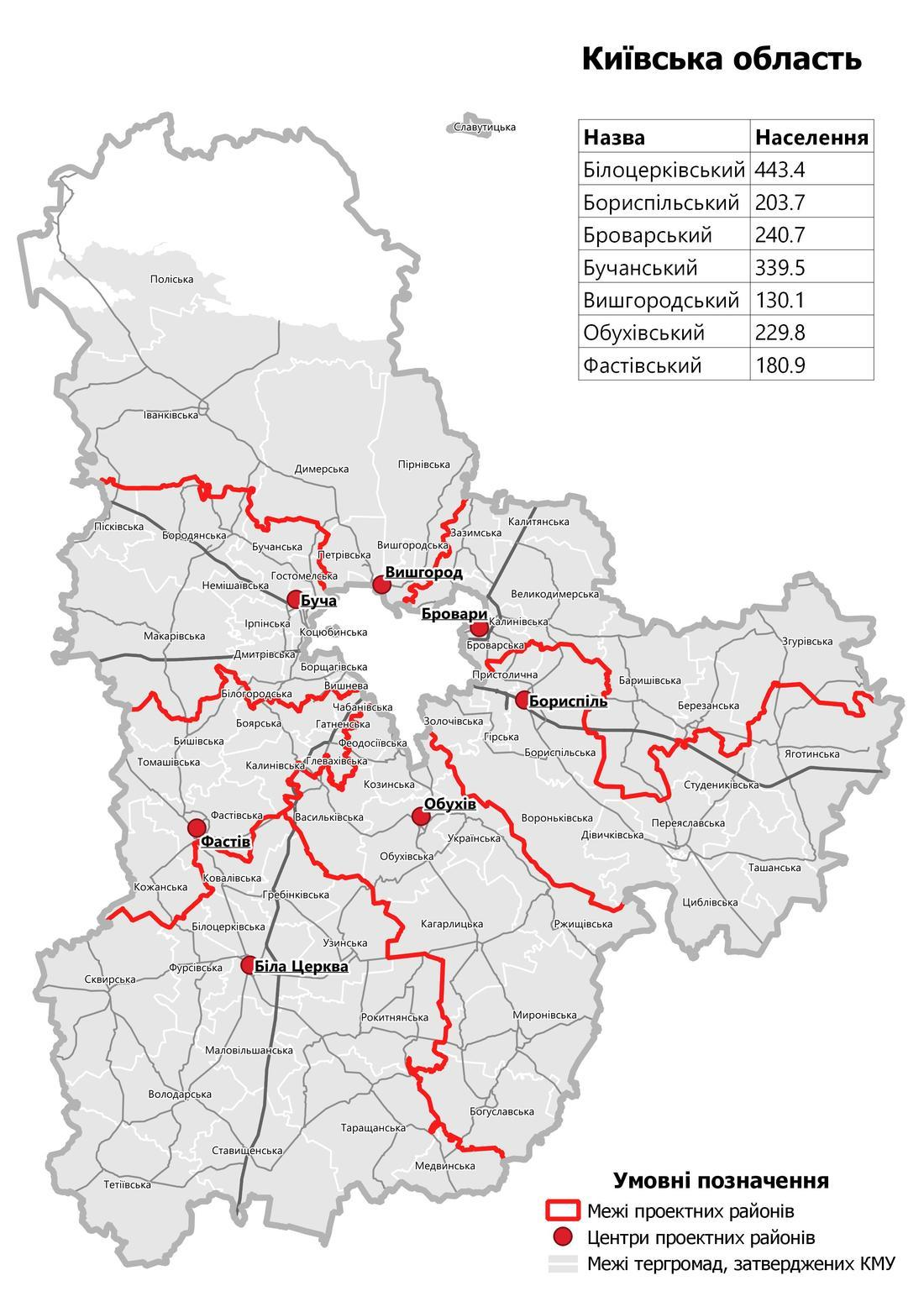
Rejony od 2020 roku

Rejony do 2020 roku

Do 19 lipca 2020 roku obwód dzielił się na 25 rejonów:
- baryszowski
- białocerkiewski
- bohusławski
- boryspolski
- borodziański
- browarski
- fastowski
- iwankowski
- jagodziński
- kaharłycki
- kijowsko-swiatoszyński
- makarowski
- mironowski
- obuchowski
- perejasławski
- poleski
- rokytniański
- skwyrski
- stawiszczeński
- taraszczanski
- tetyjowski
- wasylkowski
- wołodarski
- wyszogrodzki
- zhuriwski

oraz 12 miast wydzielonych: Berezań, Biała Cerkiew, Boryspol, Browary, Bucza, Fastów, Irpień, Perejasław, Prypeć, Rzyszczów, Sławutycz oraz Wasylków.

## Miasta
Największe miasta obwodu pod względem ludności według danych z 2016 roku:
|     | Miasto        | Populacja | Rejon                 | Region historyczny                       |
| --- | ------------- | --------- | --------------------- | ---------------------------------------- |
| 1.  | Biała Cerkiew | 210 174   | rejon białocerkiewski | Ukraina Prawobrzeżna                     |
| 2.  | Browary       | 100 702   | rejon browarski       | Ukraina Lewobrzeżna                      |
| 3.  | Boryspol      | 60 885    | rejon boryspolski     | Ukraina Lewobrzeżna                      |
| 4.  | Sławutycz     | 47 442    | rejon wyszogrodzki    | Ukraina Lewobrzeżna                      |
| 5.  | Irpień        | 47 102    | rejon buczański       | Ukraina Prawobrzeżna                     |
| 6.  | Wysznewe      | 39 094    | rejon buczański       | Ukraina Prawobrzeżna                     |
| 7.  | Wasylków      | 37 396    | rejon obuchowski      | Ukraina Prawobrzeżna                     |
| 8.  | Bojarka       | 35 524    | rejon fastowski       | Ukraina Prawobrzeżna                     |
| 9.  | Obuchów       | 33 322    | rejon obuchowski      | Ukraina Prawobrzeżna                     |
| 10. | Bucza         | 31 826    | rejon buczański       | Ukraina Prawobrzeżna                     |
| 11. | Wyszogród     | 27 825    | rejon wyszogrodzki    | Ukraina Prawobrzeżna/Ukraina Lewobrzeżna |
| 12. | Perejasław    | 27 569    | rejon boryspolski     | Ukraina Lewobrzeżna                      |
| 13. | Fastów        | 25 006    | rejon fastowski       | Ukraina Prawobrzeżna                     |
| 14. | Jagodzin      | 20 051    | rejon boryspolski     | Ukraina Lewobrzeżna                      |
| 15. | Bohusław      | 16 657    | rejon obuchowski      | Ukraina Prawobrzeżna                     |
| 16. | Berezań       | 16 550    | rejon browarski       | Ukraina Lewobrzeżna                      |
| 17. | Skwyra        | 16 294    | rejon białocerkiewski | Ukraina Prawobrzeżna                     |
| 18. | Ukrajinka     | 16 042    | rejon obuchowski      | Ukraina Prawobrzeżna                     |
| 19. | Kaharłyk      | 13 726    | rejon obuchowski      | Ukraina Prawobrzeżna                     |
| 20. | Tetyjów       | 13 196    | rejon białocerkiewski | Podole                                   |

## Zabytki
- Fundacje Branickich w Białej Cerkwi, m.in.: pałac zimowy, pałac letni w Aleksandrii, kościół św. Jana Chrzciciela, hale targowe, składy Branickich, sobór Przemienienia Pańskiego
- Pozostałości pałacu Branickich w Rudym Siole
- Dwór Chojeckich w Tomaszówce
- Kościół Podwyższenia Krzyża w Fastowie
- Monastery św. Mikołaja i Wniebowstąpienia Pańskiego w Perejasławiu Chmielnickim
- Kaplica Świeykowskich w Tetyjowie

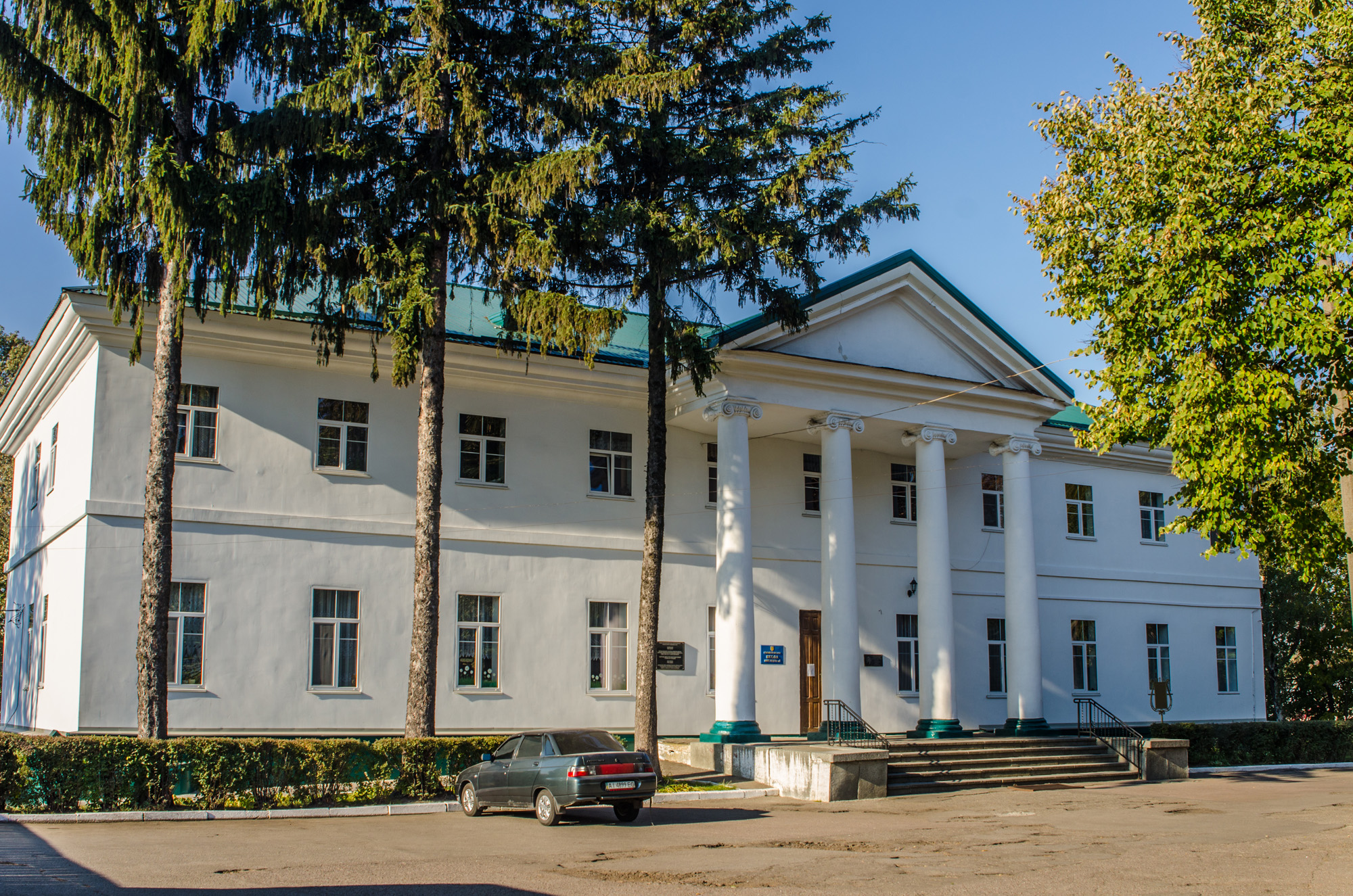
Pałac zimowy Branickich w Białej Cerkwi
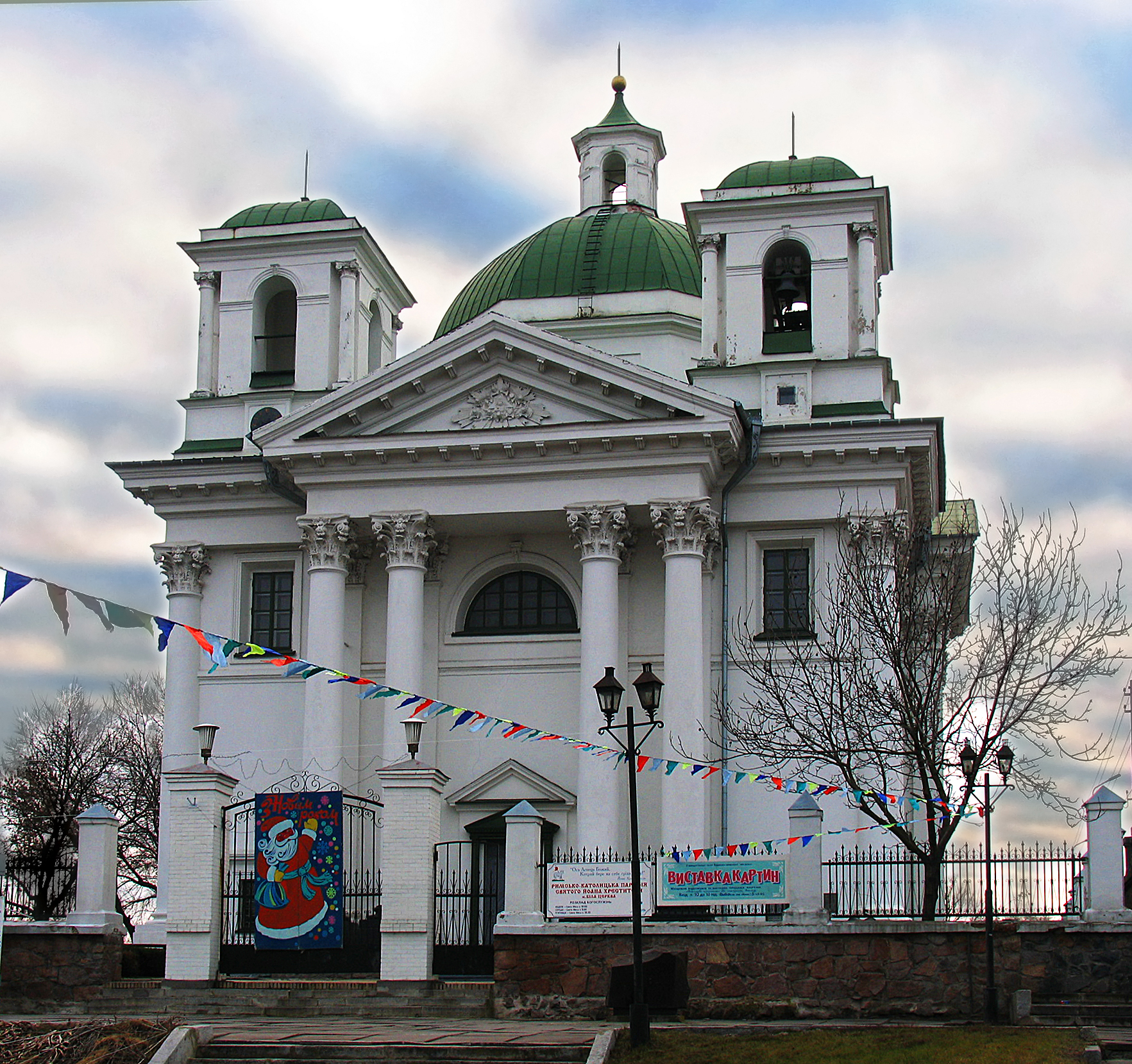
Kościół św. Jana Chrzciciela w Białej Cerkwi
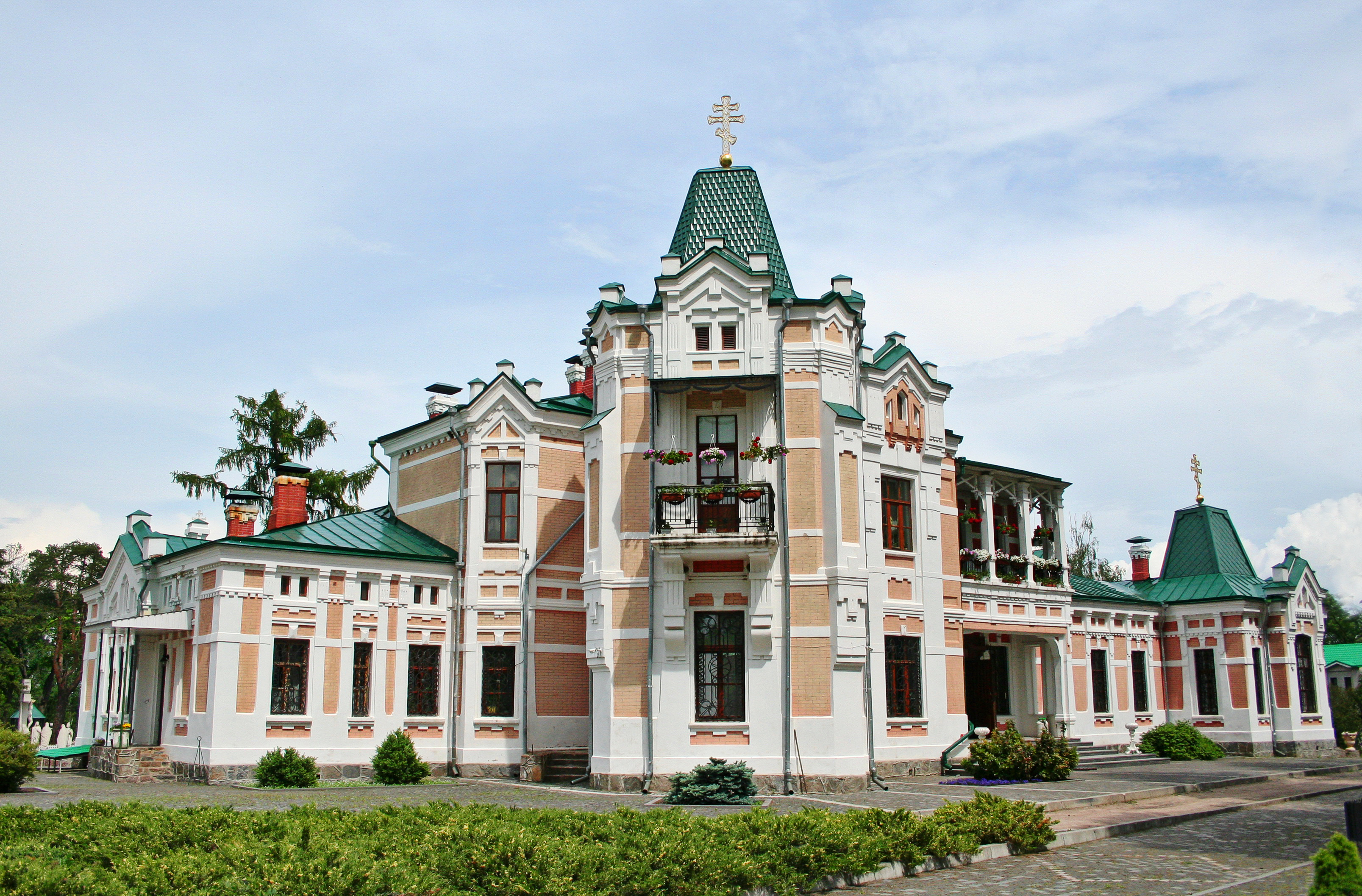
Dwór Chojeckich w Tomaszówce
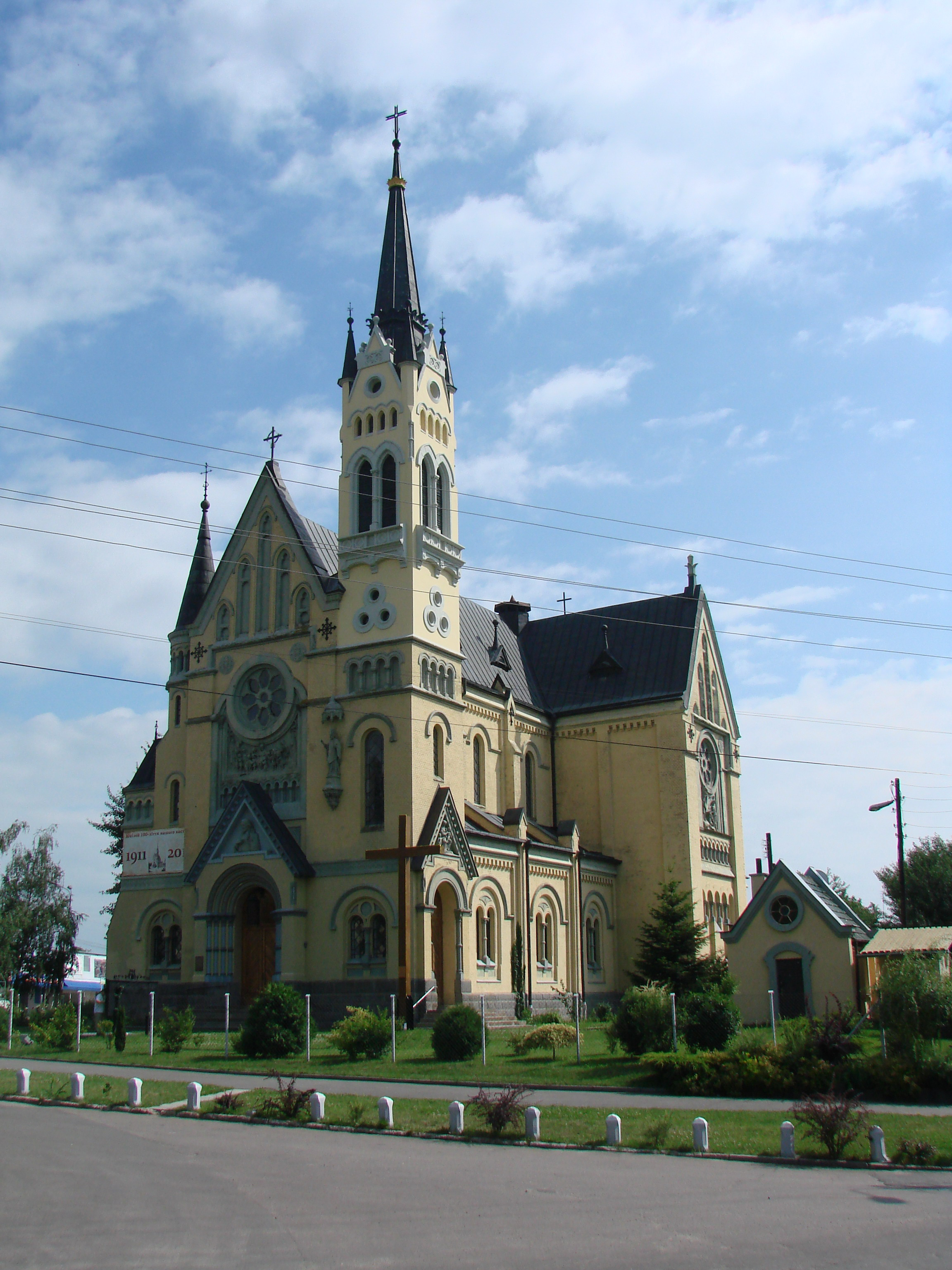
Kościół Podwyższenia Krzyża w Fastowie
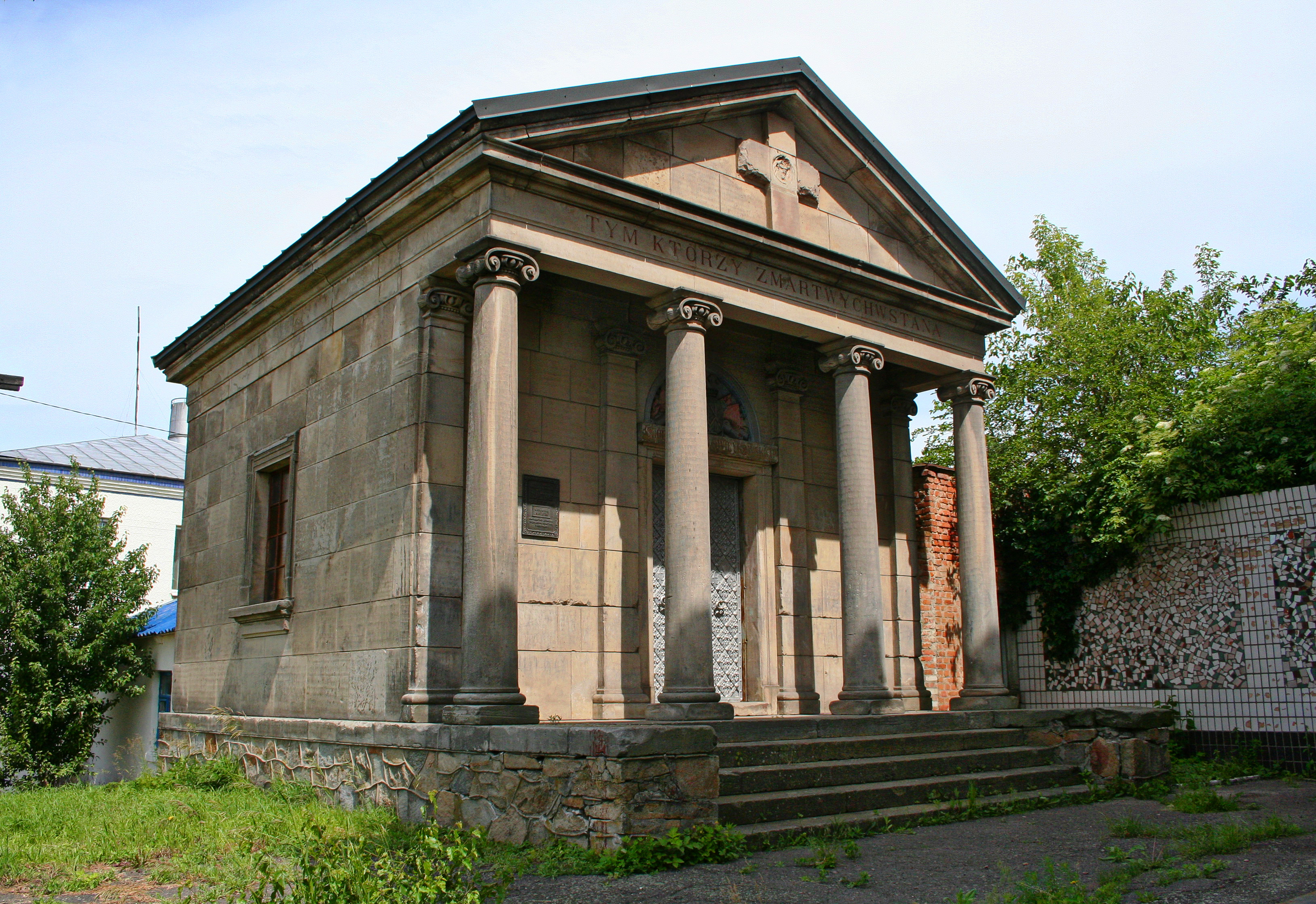
Kaplica Świeykowskich w Tetyjowie